# Federatie Buitenafdeling
De Federatie BuitenAfdeling, kortweg FBA, is een federatie (organisatieonderdeel) van de KNKB. Bij de FBA zijn alle kaatsverenigingen buiten de provincies Friesland en Groningen zijn aangesloten. In dit verband houden deze verenigingen kaatswedstrijden.

## Wedstrijden
In de zomer organiseert iedere aangesloten vereniging één wedstrijd, die bestaat uit de volgende onderdelen:
- Door-elkaar-lotenwedstrijd (veteranen)
  - Iedere wedstrijd levert één winnend partuur en een tweede en een derde plaats
  - De FBA houdt een individueel klassement bij welke speler over het hele seizoen de meeste winstpartijen heeft
- Door elkaar loten of FBA-competitie (senioren)
  - Iedere wedstrijd levert één winnend partuur en een tweede en een derde plaats
  - In competitieverband levert iedere vereniging één of meerdere teams
  - De FBA houdt een individueel klassement bij welke speler over het hele seizoen de meeste winstpartijen heeft

## Aangesloten verenigingen
Bij de FBA zijn onder meer aangesloten de volgende verenigingen:
- KC Amsterdam, Amsterdam
- KF De Earrebarre, Den Haag
- KV Flevoland, Dronten
- HDKC, Hank en Dussen
- KV Melle Veenstra, Hilversum
- Oer Alles Hinne, Mijdrecht
- KV De Veluwezoom, Wageningen

Verder doen nog veel kaatsers uit de regio Alkmaar mee. In deze regio waren vroeger veel kaatsverenigingen.